# Nancy Bird-Walton
Nancy Bird-Walton (Kew, Australia, 16 de octubre de 1915-Sídney, 13 de enero de 2009) fue una pionera de la aviación. A la edad de 19 años, obtuvo la licencia de piloto, siendo la mujer australiana más joven en conseguirlo. Fundó posteriormente un servicio médico aéreo en Outback en Nueva Gales del Sur, lo que le valió el sobrenombre de "The Angel of the Outback" (en español, El ángel de Outback). En 1950 fundó la asociación australiana de mujeres piloto, llamada Australian Women Pilots’ Association.

## Primeros años

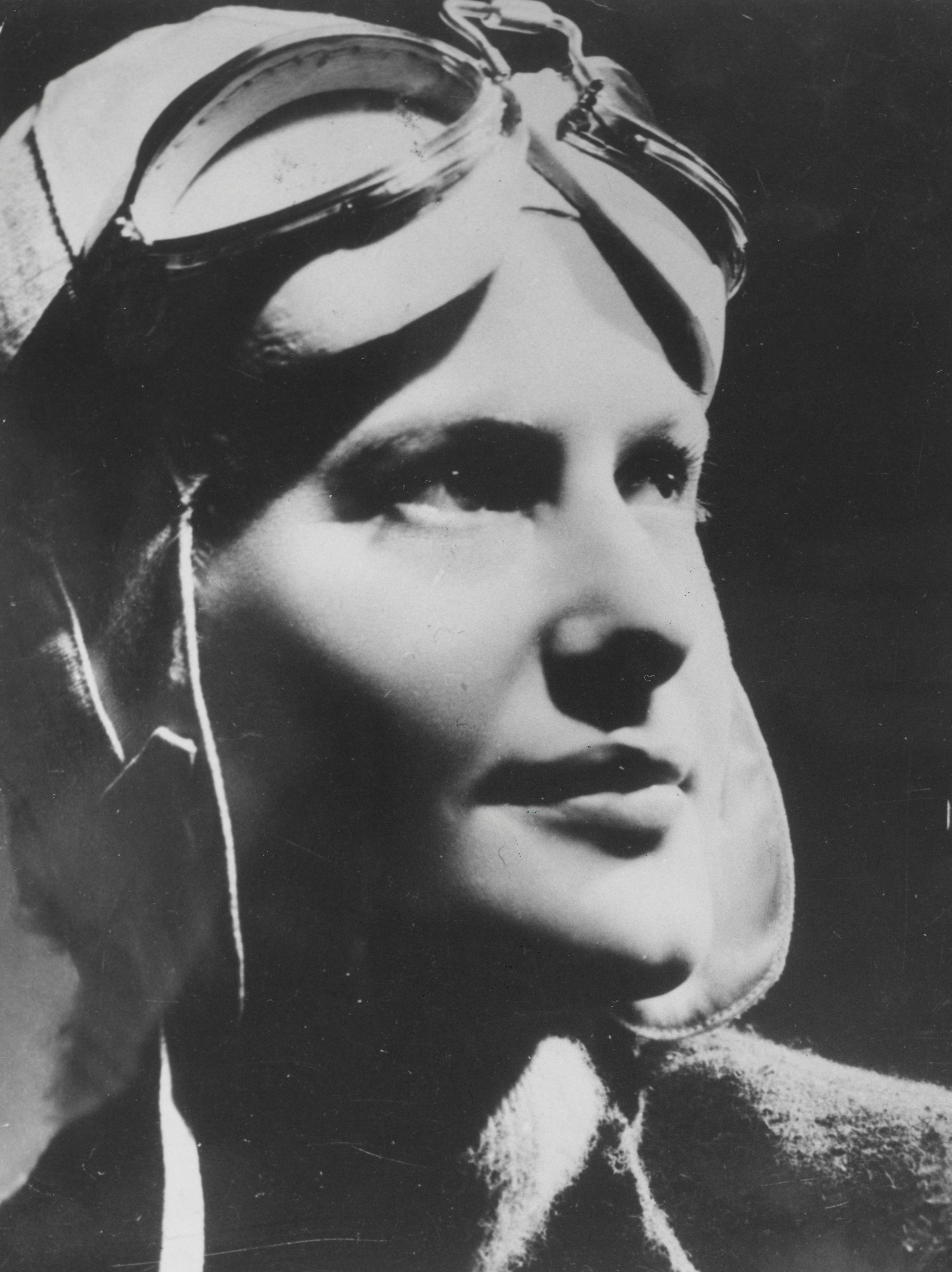
Nancy Bird en Londres (1939)

Nancy fue uno de los seis hijos fruto del matrimonio formado por William y Fanny Bird. La familia Bird se trasladó de Kew a Sídney siendo Nancy todavía muy joven. Acudió a la escuela de Collaroy hasta los 13 años. Durante la Gran Depresión hubo de dejar el colegio y ayudar a su padre como asistenta en el comercio de mercancías que tenían en Mount George en la ciudad de Taree.
A la edad de 24 años contrajo matrimonio con el británico Charles Walton, con el que tuvo una hija y un hijo. Tras el matrimonio vinculó su apellido de soltera con su nombre, inscribiéndose como Nancy-Bird Walton.

## Vida como piloto
En 1933, con 18 años de edad, Nancy Bird fue instruida en lecciones de vuelo por Sir Charles Kingsford Smith. Este pionero piloto australiano fue el primero en volar sobre el Océano Pacífico, desde los Estados Unidos hasta Australia, en 1928.
Tras aprobar su examen de vuelo el 11 de agosto de 1933, adquirió con el apoyo financiero de sus padres un biplano monomotor, del tipo De Havilland Gipsy Moth. Con esta aeronave realizó primeramente vuelos panorámicos bajo supervisión de un piloto asociado. Tras completar 200 vuelos en solitario, se le concedió la licencia de piloto de aviación. Durante sus viajes en avión a través de Australia, promovió la fundación de un servicio médico aéreo en Outback, Nueva Gales del Sur. En 1935 comenzó su trabajo como piloto de la organización Royal Far West Children’s Health Scheme con su propio avión Havilland. Su labor consistía en transportar pacientes, madres y recién nacidos, así como personal de asistencia sanitaria. De este modo, se convirtió en la primera piloto de Australia en efectuar vuelos comerciales.
Nancy Bird-Walton participó en 1936 en una carrera aérea para mujeres piloto desde Adelaida hasta Brisbane y ganó el galardón correspondiente. En 1938 trabajó para la aerolínea holandesa KLM y vivió en Europa hasta el inicio de la Segunda Guerra Mundial. En 1950 fundó la Australian Women Pilots’ Association (AWPA), en la que ejerció como presidenta hasta 1990. Otras fuentes indican que su presidencia duró cinco años. A partir de 1958 volvió a ejercer como piloto. Participó tres veces en una competición para mujeres piloto en los Estados Unidos, llamada Powder Puff Derby. En su primera participación, terminó en quinto lugar entre las 61 participantes.

## Honores
Durante su vida, Nancy Bird-Walton fue galardonada con la Orden del Imprerio Británico (OBE) en 1966, la Orden de Australia en 1990 y nombrada Dama de la Venerable Orden de San Juan de Jerusalen. Fue declarada por la National Trust of Australia en 1997 como una de las personalidades australianas más destacadas de la historia.
El primer Airbus A380 adquirido por la aerolínea australiana Qantas fue nombrado en su honor.

## Publicaciones
- Nancy Bird-Walton escribió su autobiografía en 1990, titulada My God! It's a woman: The inspiring story of one woman's courage and determination to fly. Harper Collins Publishers. ISBN 0-7322-7370-6